# 雷鬼動
雷鬼動（英語：Reggaeton）是一種1980年代在巴拿马形成的现代流行音乐和电子音乐风格。1990年代初开始波多黎各开始普及这个风格。1990年代末和2000年代初通过众多波多黎各音乐家采纳它获得普及。
它受到巴拿马西班牙语雷鬼、嘻哈、舞廳、Bomba和Plena影響，是加勒比地区最受歡迎的音樂類型。
它从舞厅音乐演化，结合了嘻哈音樂、拉丁美洲音乐和加勒比音乐。嗓音包括嘻哈和歌唱，一般用西班牙语。
今天雷鬼動是全球最流行的音乐风格之一，在说西班牙语的加勒比海国家里它是最流行的音乐风格，在西班牙语音乐工业里它是最重要的现代风格之一。无数加勒比海国家的艺术家通过它成名。在阿根廷许多年轻艺术家受雷鬼動的启发把他们的音乐与嘻哈、拉丁嘻哈和节奏布鲁斯的嗓音结合到一起。
波多黎各美国艺术家詹妮弗·洛佩兹和哥伦比亚艺术家夏奇拉等已经世界知名的艺术家都采纳雷鬼動，录音众多二重唱，并与顶尖的雷鬼動艺术家合作。一些正在成名的音乐家也很成功地采纳雷鬼動，比如加泰隆尼亞\西班牙歌手坏嘉儿和使用三种语言的巴西歌星阿妮塔。墨西哥/美国歌手貝姬·G在近年里作为雷鬼動拉丁裔美国人艺术家获得巨大成功。2004年洋基老爹发表了他的单曲《Gasolina》，许多人认为这是第一首在全球成功的雷鬼動歌；洋基老爹被誉为是把雷鬼動引入西方流行音乐听众的歌手。2010年代里雷鬼動在拉丁美洲和主流需方音乐的流行度不断提高。在2010年代里不同美国音乐奖设立了新的（专注于雷鬼動和拉丁音乐）的奖项，其中包括英语的全美音樂獎、公告牌音乐奖、葛萊美獎和MTV音樂錄影帶大獎。

## 词源
关于雷鬼動名称的来源有不同的说法。据称雷鬼動这个词最初由El General代表迈克尔·艾利斯引入，他在雷鬼（reggae)后面加上后缀动（-ton）来使得这个名称“显得大”。也有人说洋基老爹于1994年在编辑录音带《Playero 34》的时候发挥首次使用了雷鬼動这个称呼。另一个说法是1995年DJ Erick在发表他的专辑《Reggaetón Live Vol.1》时把雷鬼（Reggae）和马拉松（marathon）合并到一起，这是这个词首次出现。
在书写时reggaeton和reggaetón两个写法都有使用，按照西班牙语正写法reggaetón比较符合规则。

## 历史

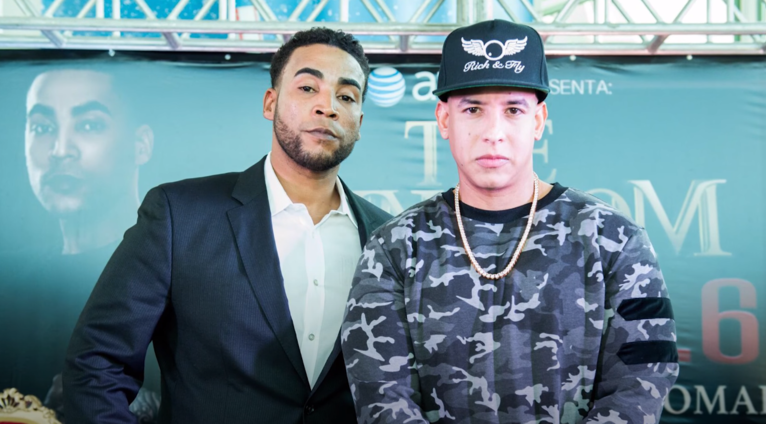
唐·歐馬（左）和洋基老爹（右）都被称为是“雷鬼動之王”

### 1980到2000年代：出现
雷鬼動常被当作雷鬼音樂，或者西班牙语的雷鬼音樂。实际上雷鬼動是一种1980年代里在巴拿马，后来在波多黎各普及的新音乐风格。它原始于被称为“嘻哈和雷鬼”的“地下”音乐。它在非正式的网络里传播，在非官方的场地演出。DJ Playero和DJ Nelson收舞厅音乐和嘻哈音乐的启发制作了最早的雷鬼動曲段。非裔美国人音乐和加勒比海国家音乐在波多黎各开始兴旺时西班牙语的雷鬼嘻哈标志者波多黎各地下音乐的开始，许多年轻人使用这个音乐格式作为创新的平台。这样在波多黎各形成了一个不秘密但是重要的青年地下文化来体现自己。作为存在于社会和法律边缘的青年地下文化它经常受到批评。波多黎各警察针对地下音乐发动行动，以违反淫秽法规没收商店里的录音带、罚款、在媒体中诽谤嘻哈音乐家。到1998年为止暗中的录音和口对口宣传称为这种音乐传播的方法，1998年它融合成现代的雷鬼動。2000年代初国际听众发现这个风格，它的普及性提高。

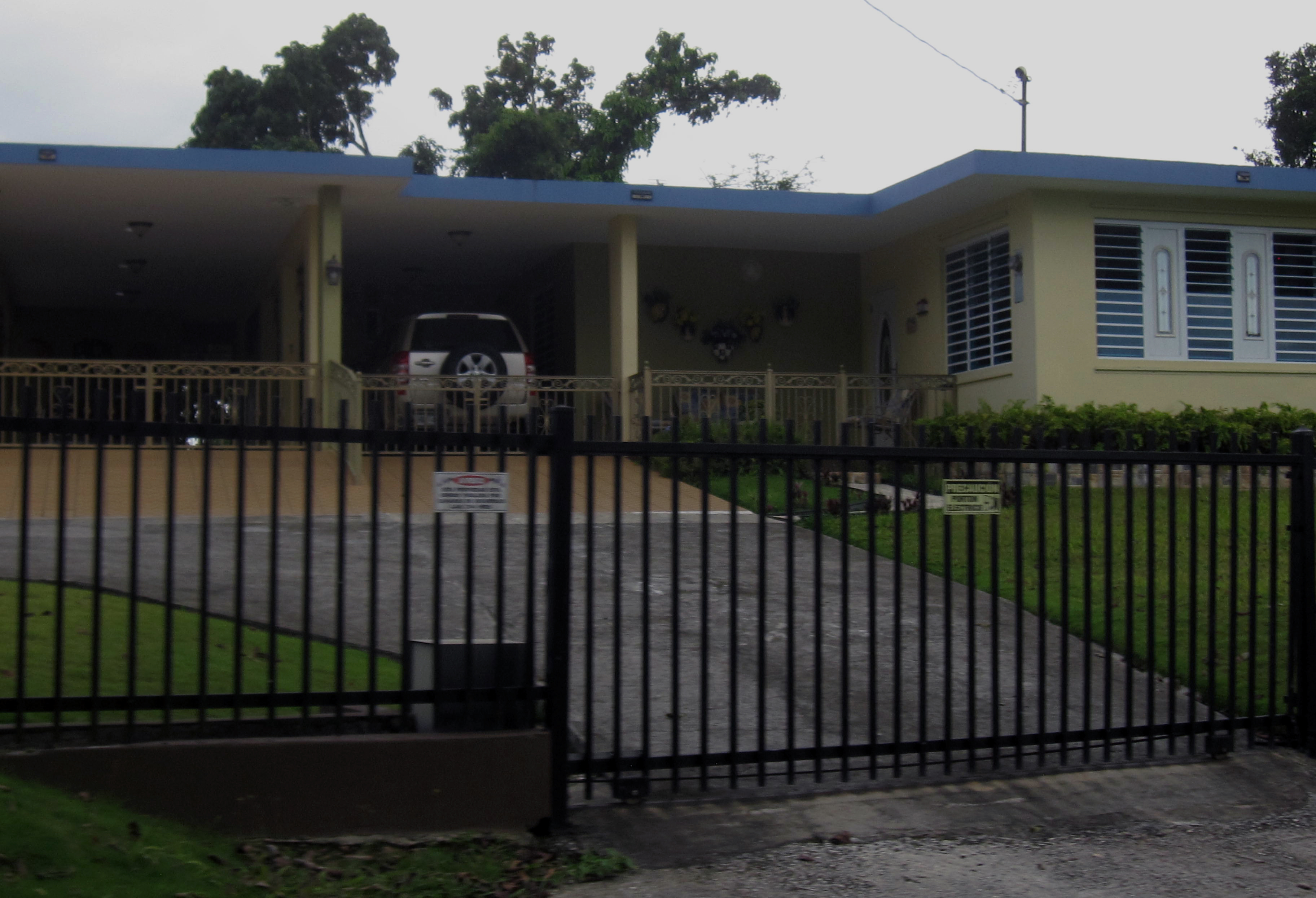
录音在车库里制作，然后在街上，或者从车里出售

这个新风格被简单地称为“地下”或者后来perreo。它的歌词包括毒品、暴力、贫困、友情、爱情和性交。这些描述大城市生活的困苦的内容今天在雷鬼動依然可见。“地下”音乐在车棚里或在公寓里录音，往往他们的制作者使用二手录音设备。虽然如此录音的效果足够好，使得这种音乐能够在波多黎各青少年中普及。在街头这些录音带直接从汽车里出售或者传播。录音带的质量和价格使得雷鬼動跨越社会经济层次界限在波多黎各音乐界传播。1990年代初普及最广的录音带包括DJ Negro的《The Noise I》和《The Noise II》，以及DJ Playero的37和38。录音带的制作人杰拉多·克鲁特把这个音乐风格从被忽略的居民区传播到其它社会阶层，尤其传播到私费学校。
1990年中期“地下”录音带在商店里有出售。这个音乐风格开始在中层年轻人中传播，并进入媒体。这个时期里波多黎各有一些专门演奏地下音乐的俱乐部。俱乐部里演奏罗伯特·迪克森的《Dem Bow》。地下音乐本来不是作为俱乐部音乐录制的。在南佛罗里达DJ Laz和迪亚兹兄弟中的雨果·迪亚兹在棕榈滩和迈阿密之间传播这个新风格。
在波多黎各地下音乐受到严酷的批评。1995年2月政府资助宣传反对地下音乐及其文化影响。波多黎各警察以执行反对淫秽的法律第112和第117条为由在圣胡安搜索了六个卖录音带的商店，没收了数百枚录音带，对商店罚款。教育部在学校禁止宽松的衣服和地下音乐。搜索后的数月内媒体诽谤嘻哈音乐家为“不负责任的公共秩序破坏者”。
1995年DJ Negro发行了专辑《The Noise 3》，封面上有一行Mockup字“没有歌词”。除了最后那首歌以外专辑里没有咒骂。这部专辑轰动一时，继续推动地下音乐渗入主流。人民民主党参议员韦尔达·冈萨雷斯和媒体依然把这个运动看作滋扰。
1990年代中叶波多黎各警察和国家警卫继续没收雷鬼動录音带和光盘来防止消费者获得“猥亵”歌词。学校禁止穿嘻哈衣服，音乐不许有雷鬼動的影响。2002年参议员冈萨雷斯领导管理雷鬼動歌词“松弛”的公开听证会。虽然这些行动对公众对雷鬼動的看法似乎没有副作用，但是它们反应出政府和上层社群对这个音乐风格的看法。由于它公开的性内容、它来源于贫困的城市社群，许多中层和上层的波多黎各人觉得受到雷鬼動的威胁：“不道德，艺术上不完善，对社会秩序是一个威胁，不政治。”
尽管如此雷鬼動逐渐被接受为波多黎各文化的一部分——部分原因也是因为政治家，包括冈萨雷斯，在2003年的选举中开始使用雷鬼動来吸引年轻选民。波多黎各主流对雷鬼動的接受不断提高，这个音乐风格称为流行文化的一部分。2006年百事可樂聘请洋基老爹做广告。另一个雷鬼動在波多黎各被逐渐接受的例子是宗教和教育内容的歌词，比如《雷鬼学校》是一个教儿童数学的嘻哈专辑。其它制作人如DJ Nelson和DJ Eric追随DJ Playero的榜样也加入雷鬼動的行列，继续扩大这个音乐风格。1990年代里艾薇·昆的专辑《En Mi Imperio》和DJ Playero的专辑《Playero 37》、《The Noise: Underground》、《The Noise 5》和《The Noise 6》在波多黎各和多明尼加非常普及。Don Chezina、Tempo、Eddie Dee、Baby Rasta & Gringo和Lito & Polaco等音乐家也很受欢迎。
2000年代初雷鬼動这个称呼开始传播，其风格特征是dembow beat。这个名称来自波多黎各，被用来描述波多黎各音乐的特殊混合。雷鬼動风流整个拉丁美洲。DJ Joe和DJ Blass与Plan B和Sir Speedy合作制作《Reggaeton Sex》、《Sandunguero》和《Fatal Fantasy》，使得雷鬼動在美国的拉丁裔青少年中也开始普及。

### 2004年：跨越
2004年雷鬼動开始在美国和欧洲普及。美国广播电台播放泰戈·卡德隆的歌，雷鬼動在年轻人中获得青睐。洋基老爹的《El Cangri.com》当年在美国风行，同样非常受欢迎的有Héctor & Tito。Luny Tunes和Luny Tunes的《Luny Tunes》、Yaga & Mackie的《Sonando Diferente》、泰戈·卡德隆的《El Abayarde》、艾薇·昆的《Diva》、錫安和倫諾克斯的《Motivando a la Yal》和《Desafío》等专辑也都获得好评。嘻哈艺术家N.O.R.E.发表了一首热门单曲《Oye Mi Canto》。洋基老爹发表了《Barrio Fino》和一首热门单曲《Gasolina》，为雷鬼動在全世界打开大门。泰戈·卡德隆发表了单曲《Pa' Que Retozen》和《Guasa Guasa》。唐·歐馬通过《Pobre Diabla》和《Dale Don Dale》尤其在欧洲成功。其他知名雷鬼動艺术家包括托尼·迪兹、Angel & Khriz、Nina Sky、Dyland & Lenny、R.K.M & Ken-Y、朱利奥·沃尔蒂奥、十三街奇蹟雙人組、海克特·德爾加多、威辛&闫德利和蒂托·埃尔·班比诺。2004年末和2005年初受《Gasolina》的成功启发夏奇拉与亞雷漢德羅·桑斯合作为她的专辑《Fijación Oral, Vol. 1》录制了《La Tortura》和《La Tortura – Shaketon Remix》继续推广雷鬼動。在2005年的MTV音樂錄影帶大獎上表演了四首雷鬼動的歌：唐·歐馬、泰戈·卡德隆、洋基老爹和夏奇拉与桑斯。这是第一次雷鬼動登台表演。
音乐家开始在雷鬼動内结合巴恰塔舞。艾薇·昆发表了有巴恰塔舞风格的吉他弹奏的单曲，这些歌的节奏比较慢，歌唱有感情。洋基老爹的《Lo Que Pasó, Pasó》和唐·歐馬的《Dile》也受巴恰塔舞的影响。2005年制作人开始把巴恰塔舞混入过去的雷鬼動歌里，称之为“波多黎各式的巴恰塔舞”。

### 2006年到2017年：荣登榜首
2006年5月唐·歐馬的《王中之王》成为美国排榜中列位最高的雷鬼動唱片，在拉丁专辑排榜中列第一名，在Billboard 200上排第7名。唐·歐馬的单曲《Angelito》列告示牌榜單拉丁节奏排榜之首。在迪斯尼下城处女音乐店的销售纪录里他打破了布蘭妮·斯皮爾斯的纪录。
同年夏奇拉的《难以抗拒》成为“该风格历史中最流行的歌”。这首歌里有难民营乐队的怀克里夫·让的歌声，“背景中有德姆博节拍，合唱中有杰里·里维拉的《Amores como el nuestro》的号声，结合明显的薩爾薩音樂的影响”。
2007年6月洋基老爹的《El Cartel: The Big Boss》设立雷鬼動第一周销售量纪录，出售8万8千张。它登首拉丁专辑排榜和嘻哈专辑排榜，是第一部登首嘻哈专辑榜首的雷鬼動专辑。在Billboard 200的排名上这个专辑列第9名，是主流排榜中名列第2高的雷鬼動专辑。

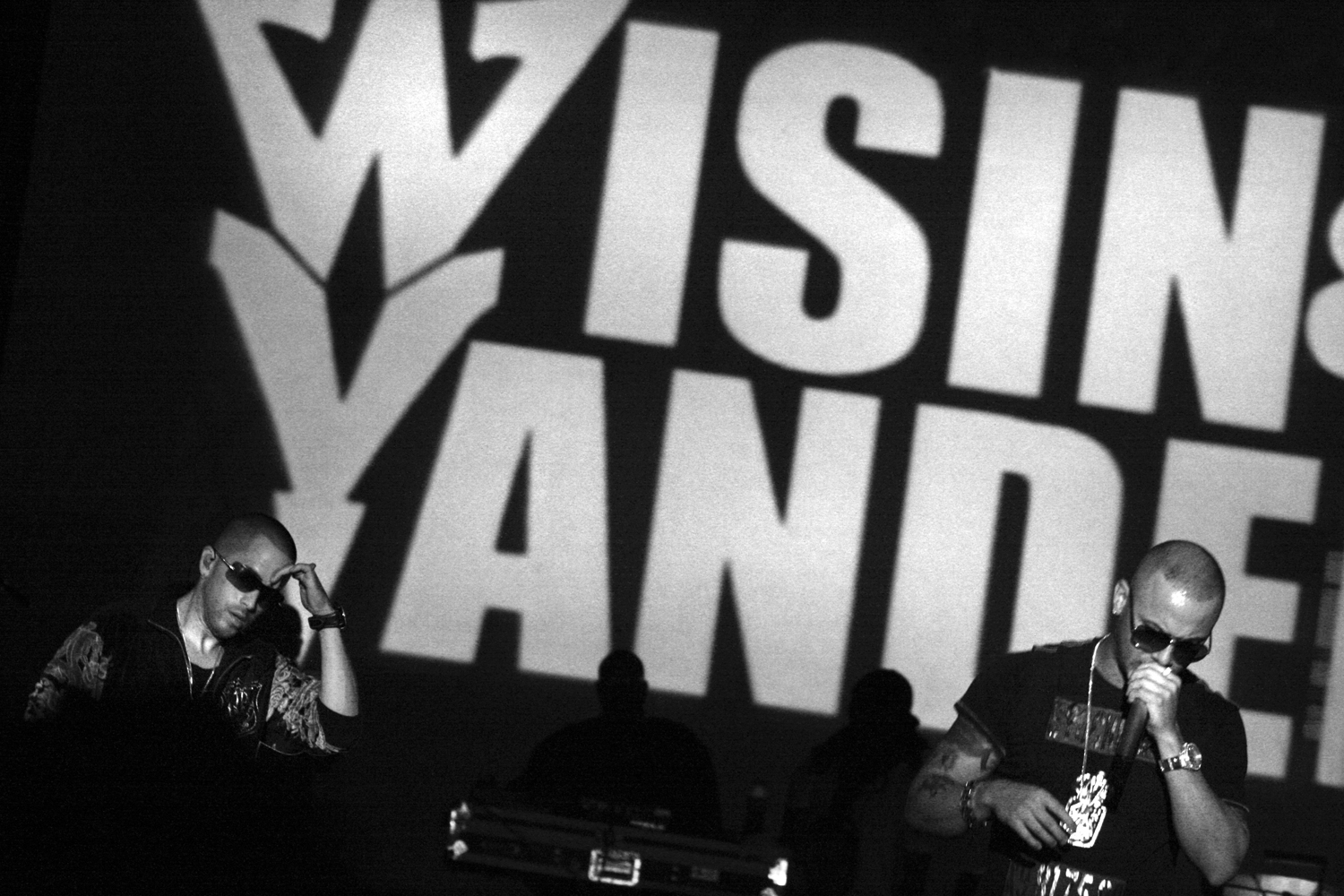
威辛&闫德利

排榜第3高的雷鬼動专辑是威辛&闫德利的《Wisin vs. Yandel: Los Extraterrestres》在Billboard 200上排第14名，在2007年末拉丁专辑排榜上排第一名。2008年洋基老爹的电影《Talento de Barrio》的音乐专辑在Billboard 200上列第13名。它在拉丁专辑排榜中达到榜首，在Billboard的配乐排榜中达到第3名。2009年威辛&闫德利的《La Revolución》一发行就达到Billboard 200第7名，拉丁专辑榜首，嘻哈专辑第3名。
2008年雷鬼動是“拉丁音乐销售量最高的风格”，泰戈·卡德隆用它来描述和鼓舞黑人骄傲。

### 2017年后：《慢慢來》效应

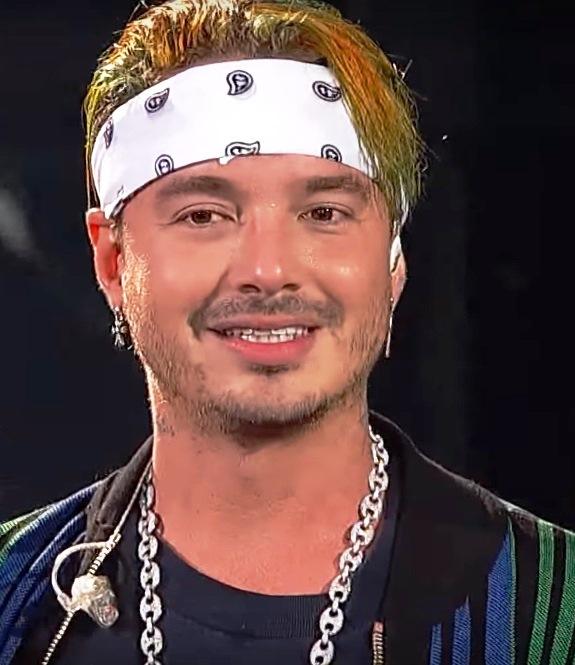
2017年的J·巴爾文

2017年路易斯·馮西的音乐视频《慢慢來 (路易斯·馮西歌曲)》发行，这个录像中洋基老爹是歌手，在3个月内其观看数量达到10亿。从2018年1月到2020年11月这个视频是YouTube至此为止所有视频中观看数量最高的。它正式销售330万份，加上同等的网上流媒体销售，成为在美国销售量最高的拉丁音乐单曲。这首歌及其新混音的成功使得洋基老爹于2017年7月9日成为Spotify全球听众最多的艺术家，他也是第一名获得这个荣誉的拉丁艺术家。他后来成为Spotify上听众数量第5高的男性艺术家和2017年所有艺术家中听众数量第6高的人。2017年7月一名Billboard的记者说《慢慢来》在美国重新引发了发行商对拉丁音樂市场的注意。《华盛顿邮报》记者说《慢慢来》和J·巴爾文的《Mi Gente》是“一个新的拉丁跨越时代的开始”。Genius網站的记者写道“《慢慢来》和《Mi Gente》的成功可能标志着美国西班牙语音乐成功潮流的起点”。就这首歌在全世界，包括在非西班牙语国家，的成功，她还说“《慢慢来》证明爱好者不用懂得歌词也能欣赏这个音乐”。

#### 《Te Boté》和简约德姆博节拍
2018年4月歐祖那、壞痞兔等艺术家发表了《Te Boté》。它在Billboard拉丁歌曲排榜登顶。在YouTube它被播放18亿次。许多艺术家注意到市场上有很强烈的商业趋向把拉丁音乐和雷鬼動混合到一起，结合一种新的简约的德姆博节拍。比如洋基老爹和Anuel AA的《Adictiva》、Brytiago和Darell的《Asesina》以及许多其它的歌都是这个风格。

## 特征

### 节奏
1980年代后期和1990年代初期牙买加舞厅制作人创造了德姆博节奏组。德姆博由底鼓、降档鼓、卡宏鼓、小鼓、铜鼓，有时钹组成。德姆博的打击模式受舞厅和其它加勒比音乐影响；这使得它拥有跨加勒比风格。一般认为创造Poco Man Jam节奏组的斯蒂利和克利衛也创造了德姆博节奏组。它的核心是3+3+2节奏，一个4/4节奏的低音鼓辅助。
Shabba Ranks首次在他的专辑《Just Reality》的歌《Dem Bow》中使用这个节奏组。至今为止80%以上的雷鬼動歌曲中有这首歌的陪衬部分的因素。1980年代中期舞厅音乐被电子琴和鼓机改革，此后许多舞厅音乐制作人用它们来制作不同舞厅音乐的节奏组。德姆博节奏组在雷鬼动的作用是打击乐器组成的骨骼，是音乐的基本组成部分。
雷鬼動的德姆博也结合同样的牙买加节奏组。一些雷鬼動热门歌使用比较轻的电子版的节奏组。比如《Pa' Que la Pases Bien》和《Quiero Bailar》都使用这样的节奏组。
从2018年开始一个新的德姆博节奏组变异出现了：随着《Te Bote》一个犀利的简介的德姆博成为雷鬼動作品的稳固结构，它允许更多切分音节奏变异。

### 歌词和主题
雷鬼動的歌词结构与嘻哈音乐的类似。大多数雷鬼動饒舌他们的歌词，而不是歌唱，但是也有许多艺术家交替歌唱和饶舌。雷鬼動使用传统的诗词合唱桥段嘻哈音乐结构。和嘻哈音乐的歌词一样雷鬼動的歌里使用在整个歌多次重复的勾心歌词。拉丁人群的属相是一个共同的音乐、歌词和视觉主题。
与嘻哈光盘不同的是雷鬼動的光盘一般没有家长指导标识。洋基老爹的《Barrio Fino en Directo》是一个例外，其中的现场内容被特别标志。2006年1月27日Snoop Dogg和洋基老爹发表了在波多黎各一个住房区里拍视频《Gangsta Zone》。视频使用灰度图像，洋基老爹说它显示了“我们在岛上的生活”。
艺术家Alexis & Fido使用双重意义的歌词和性暗示来比秒广播和电视的检查。一些歌词对妇女的描写引起争议。虽然雷鬼動一开始是一个几乎只有男性的风格，女星艺术家的数量在缓慢上升，女星雷鬼動艺术家包括“雷鬼動女王”艾薇·昆等。

## 舞蹈
1990年代初在波多黎各产生了与雷鬼動相关的舞蹈。它主要是一种贴身舞，一名舞者的面对另一名舞者的背（一般男性在女星后面）。另一个描述这种舞的方法是“背对面”，女子把她的臀部挤向男子的阴部，从而产生性刺激。传统的舞蹈是面对面的，雷鬼動舞蹈的性感一开始使得许多观众震惊，但是后来有多部音乐视频里有这样的舞蹈。

## 普及度

### 拉丁美洲
在西班牙语加勒比海地区，包括波多黎各、古巴、巴拿马、多明尼加、哥伦比亚和委內瑞拉，雷鬼動逐渐被主流承认，这里也是雷鬼動的发源地。在这些地区雷鬼動目前是最普及的音乐风格。在其它拉丁美洲地区它的普及度不断提高， 其中包括墨西哥、洪都拉斯、危地马拉、尼加拉瓜、格斯塔里加、萨尔瓦多、阿根廷、智利、乌拉圭、厄瓜多尔和秘鲁。
在古巴雷鬼動与传统古巴音乐融合形成混合的古巴动。两个被誉为普及古巴动的乐队是Máxima Alerta和Cubanito 20.02。Máxima Alerta把古巴动与薩爾薩音樂等其它音乐以及风格如饒舌和谣曲融合到一起，而Cubanito 20.02的音乐主要受牙买加音乐影响。2012年古巴政府下令限制在公共场合表演雷鬼動。2019年3月政府进一步限制：在广播和电视里不允许播放“攻击性、色情和淫秽信息"的雷鬼動，街头音乐家也不允许表演雷鬼動。
在巴西第一个表演雷鬼動的乐队是Señores Cafetões，2007年它以《Piriguete》成名，当时巴西人把这个风格误当作为嘻哈音樂和巴西放克，原因是当时在巴西还几乎没有人知道雷鬼動这个风格。在巴西雷鬼動一直到2010年代中期才获得一定的普及性。在巴西第一首非常成功的歌是阿妮塔与馬盧瑪的《Yes or no》。雷鬼動在巴西不像在其它拉丁美洲国家那么流行的原因之一是巴西是一个葡萄牙语国家，它的音乐界在拉丁美洲国家里一直比较孤立。目前这个风格逐渐跨越语言间隔。一些巴西音乐市场上名气最高的音乐家与其它拉丁美洲国家的艺术家开始合作探索这个风格。

### 美国
2004年纽约嘻哈艺术家N.O.R.E.制作了妮娜·双子星的热门歌《Oye Mi Canto》，其中包括泰戈‧卡德隆和洋基老爹的歌声，使得雷鬼動在美国流行。洋基老爹用他的歌《Gasolina》引起许多嘻哈艺术家的注意。同年XM Radio设立了一个雷鬼動频道。虽然2007年12月这个频道无法用收音机和汽车收音机接收，但是通过互联网它依然可以从电台的网站收听。在美国西班牙语的广播广告里专门有一种基于雷鬼動制作的使用嘻哈艺术和拉丁美洲音乐的广告形式。从舞厅和雷鬼演化出来的雷鬼動结合了嘻哈音乐使得拉丁裔美国人的文化融入美国城市文化，同时也帮助他们保存自己的文化遗产。与嘻哈音乐一样雷鬼動的歌词内容是美国的社会经济问题，包括性别和种族。

### 欧洲
如同在拉丁美洲，在西班牙雷鬼動是一个很普及的风格。数年来雷鬼動在西班牙是听众最多的音乐风格。2000年代随大量移民来到西班牙，融合入西班牙社会成为其一部分。重要的雷鬼動艺术家包括安立奎·伊格萊西亞斯、罗莎莉亚、安娜·梅纳等。在欧洲其它地区雷鬼動不像拉丁美洲那样普及，但是它吸引当地的拉丁美洲移民。西班牙媒体每年选举“夏季之歌”的习俗于2005年使得Héctor & Tito的《Baila Morena》和洋基老爹的《Gasolina》非常热门。

### 亚洲
在菲律宾雷鬼動主要使用菲律賓語，而不是西班牙语或英语。当地知名的雷鬼動艺术家包括三寶顏人双人组Dos Fuertes，2007年他们发表了热门歌《Tarat Tat》，在他们的歌里他们主要使用查瓦卡諾語。
2020年马来西亚嘻哈音乐家黄明志发表了他的单曲和音乐视频《中国痛》，其中黃秋生参加演唱。这是第一首使用中文和客家话唱的雷鬼動，伴奏的有二胡、琵琶和古筝，使得雷鬼動与传统中国音乐风格混合。

## LGBTQ的影响
雷鬼動传统以男性为主和异性恋本位，以“强调大男子主义最令人讨厌的方面”知名。壞痞兔公开表示他对酷兒社群的支持，反对性别角色和反同性恋的语言后雷鬼動开始接受酷儿和跨性别艺术家进入主流。新一代的艺术家向传统与雷鬼動结合的刻板印象和价值观挑战。2022年来自波多黎各的跨性别嘻哈和雷鬼動艺术家比利亚诺·安蒂利亚诺成为第一名进入Spotify热门50的跨性别艺术家。她生涯开始时是一名男性艺术家，艺名是比利亚诺·安蒂利亚诺，后来决定“步入女性”和更改性别。，此后她保持初始的艺名，称自己是非二元性別，她的正式名称是“比利亚娜”。比利亚娜提到她与雷鬼動和城市工业对酷儿和跨性别人群之间的隔阂争斗的经验，她说：“所有这些互相之间非常交好的男性艺术家都不愿与一名跨性别女星合作。愿意合作的很少。他们只手可数。”
2023年波多黎各酷儿雷鬼動艺术家Young Miko的单曲《Classy 101》在Billboard排榜进入前100名。同年她与另一名酷儿歌手一起在西班牙嘻哈艺术家Bad Gyal的《Chulo Pt2》演唱，到2023年10月这首歌在YouTube上被观看1亿多次。Young Miko生涯初期在SoundCloud上发表她的作品，在波多黎各不断获得听众。壞痞兔邀请她参加自己的巡回演唱音乐会后她在波多黎各成名。
2023年委内瑞拉雷鬼動艺术家La Cruz发表为他的单曲《TE CONOCI BAILANDO》制作的音乐视频，其中有一些同性色情的镜像，比如光上身的男子，更衣室内的镜像以及男子在小便池前摆弄他们的生殖器等。通过显示男子被其他男子追求，而不是女子被男子追求他向传统的雷鬼動音乐视频主题挑战。到2023年10月为止该视频在YouTube上被观看200万次。

## 批评
虽然雷鬼動整体很受欢饮，但是和嘻哈音乐一样它因为始终的性交和暴力主题而被批评。一名墨西哥作曲家在社交媒体中公开批评墨西哥城国际机场在上午儿童在场的时候演奏这样的音乐。2019年其他歌手也表示不喜欢雷鬼動。同年一些活动家指责雷鬼動包含厌恶女性和暴虐狂的信息。
一些雷鬼動艺术家决定对这些指责反应。比如2009年歌手Flex决定只唱浪漫歌词的歌。